# Montargull (Llorac)
|  | Per a altres significats, vegeu «Montargull (desambiguació)». |

Montargull és un llogaret del terme municipal de Llorac, a la Conca de Barberà. Situat al cim de la serra de Montargull (damunt Santa Coloma de Queralt), a 843 metres, l'antic poble avui està despoblat. Al segle x pertanyia a la família Queralt. L'església de Sant Jaume, en part d'estil romànic, té dues naus de volta de canó unides per una arcada gòtica que palesa la seva ampliació posterior. Del Castell de Montargull sols en resten els fonaments i les parets enderrocades.

## Història
El 1078 s’hi estableixen tres famílies per a cultivar-hi les terres. En tenen la possessió els Gurb-Queralt, que mantenen durant el segle XII a través dels Oluja i de la família Timor-Queralt.
Entre mitjans dels segles XII i XIII, l’orde del Temple adquireix un major control sobre Montargull, en adquirir les propietats de persones que hi ingressen: Berenguer de Montargull fa algunes donacions del terme (1170), Ramon de Castellfolit cedeix la meitat dels drets que hi té (1200), i dos masos cedits Bernat de Castellfolit (1200). El 1256, Pere de Timor-Queralt ratifica als templers la donació del castell de Montargull.
El successor en la baronia de Santa Coloma, Pere de Queralt i d’Anglesola, compra el terme, poble i castell de Montargull als templers. El 1379, la població està formada per deu famílies. Els Queralt en mantindran la jurisdicció fins a l’extinció dels dominis senyorials. A mitjans del segle xix, hi vivien una seixantena de veïns.